# Jan Řehula
Jan Řehula (ur. 15 listopada 1973 w Chebie) – czeski triathlonista, brązowy medalista olimpijski.
W 2000 roku wystąpił na igrzyskach olimpijskich w Sydney. W zawodach mężczyzn zdobył brązowy medal olimpijski. W konkurencji tej zajął 14. miejsce w pływaniu, 24. w wyścigu kolarskim i 3. w biegu, co dało mu 3. miejsce w końcowej klasyfikacji.
W latach 1998–2009 siedmiokrotnie uczestniczył w mistrzostwach świata w triathlonie. Najlepszy rezultat osiągnął w ostatnim starcie, w 2009 roku w Perth na długim dystansie, kiedy był czwarty. W pozostałych występach plasował się na miejscach od 16 do 35.